# Maxime Bouttier
Maxime Bouttier, nome d'arte di Maxime Andre Selam Bouttier, (Poitiers, 22 aprile 1993) è un attore, modello e musicista indonesiano di origine francese. È noto per aver interpretato il ruolo di Gede nel film Ticket to Paradise.

## Biografia
Maxime Bouttier è nato a Poitiers il 22 aprile 1993. È il maggiore dei due figli di Patrice Bouttier, chef francese, e Siti Purwanti.
Ha iniziato la sua carriera nel mondo dello spettacolo come modello per un'agenzia a Bali; poi ha esordito come attore nel 2013 nel film Refrain. Dopo aver a lungo recitato in film indonesiani, nel 2022 ha interpretato il ruolo di Gede nel film Ticket to Paradise di Ol Parker, accanto a George Clooney e Julia Roberts.

## Filmografia

### Attore

#### Cinema
- Refrain, regia di Fajar Nugros (2013)
- After School Horror, regia di Nayato Fio Nuala (2014)
- Kamar 207, regia di Chiska Doppert (2014)
- Remember When, regia di Fajar Bustomi (2014)
- Tak Kemal Maka Tak Sayang, regia di Fajar Bustomi (2014)
- Bidadari Terakhir, regia di Awi Suryadi (2015)
- Ketika Mas Gagah Pergi the Movie, regia di Firman Syah (2016)
- Dilarang Masuk!, regia di Nayato Fio Nuala (2016)
- A: Aku, Benci & Cinta, regia di Rizki Balki (2017)
- Hantu Gunung Kawi, regia di Nayato Fio Nuala (2017)
- One Fine Day, regia di Asep Kusdinar (2017)
- Meet Me After Sunset, regia di Danial Rifki (2018)
- Get Lost: Urban Legend di Benteng Pendem, regia di Chiska Doppert (2018)
- The Perfect Husband, regia di Rudi Aryanto (2018)
- Serendipity, regia di Indra Gunawan (2018)
- Matt & Mou, regia di Monty Tiwa (2019)
- Kain Kafan Hitam, regia di Yudhistira Bayuadji e Maxime Bouttier (2019)
- Kuntilanak 2, regia di Rizal Mantovani (2019)
- Ticket to Paradise, regia di Ol Parker (2022)
- Dunia Tanpa Suara, regia di Hanung Bramantyo (2023)

#### Televisione
- Rewrite, regia di Fajar Nugros – miniserie TV (2019)
- Unknown, regia di Azhar Kinoi Lubis – miniserie TV (2021)
- Roda-Roda Gila – serie TV (2022)
- Mr. Midnight: Beware the Monsters – serie TV (2022)

### Regista
- Kain Kafan Hitam, co-regia di Yudhistira Bayuadji (2019)

## Doppiatori italiani
Nelle versioni in italiano delle opere in cui ha recitato, Maxime Bouttier è stato doppiato da:
- Mirko Cannella in Ticket to Paradise